# Schistometopum
Schistometopum és un gènere d'amfibis gimnofions de la família Caeciliidae que conté les següents espècies.

## Taxonomia
- Schistometopum gregorii (Boulenger, 1895)
- Schistometopum thomense (Bocage, 1873)